# Swaantje Güntzel
Swaantje Güntzel, née 1972 à Soest, est une artiste conceptuelle allemande. Son travail porte sur les questions écologiques et les interactions entre l’être humain et la nature. Il est basé sur la recherche scientifique.

## Biographie
Swaantje Güntzel étudie l'ethnologie, les sciences politiques et l'histoire de l'art à l'Université de Bonn de 1994 à 2001. Elle travaille au département culturel du Goethe-Institut La Paz en Bolivie. De 2005 à 2008, elle est assistante artistique auprès d'Andreas Slominski (de). De 2005 à 2007, elle suit un cursus de troisième cycle en beaux-arts à l'Université des Beaux-Arts de Hambourg.
Dans son œuvre, elle traite du réchauffement climatique anthropique, la production de déchets, la pollution des océans, l’extinction des espèces et les conséquences psychologiques pour l’être humain. Pour sensibiliser le public à ces différents enjeux, elle utilise la performance, la sculpture, l’installation, la photographie, le son et la vidéo.
En 2017, pour Seascapes, elle déverse des bouteilles d'eau vides autour d'elle, dans le musée, pour dénoncer la pollution plastique des océans causée par les activités humaines.
En 2018, avec Jan Philip Scheibe, elle réalise Preserved. Il s'agit de plusieurs projets performatifs. Leurs propositions visent à reconnecter l'être humain à son environnement naturel et à en prendre soin.
Elle travaille avec des scientifiques qui lui fournissent des données. Depuis 2019, elle questionne sa propre pratique artistique. Toujours avec des scientifiques, elle cherche à réduire l'empreinte carbone danle monde de l'art. En 2021, ses propres réflexions donnent lieu à une exposition Ne peux-tu pas faire quelque chose de beau pour une fois ?.
En 2022, lors d'une résidence  d'artiste scientifique à l'Agence spatiale européenne (ESA/ESOC) à Darmstadt, elle réalise une série de super héroïnes voyageant dans l'espace. La série est générée à l'aide de l'intelligence artificielle. Swaantje Güntzel questionne l'usage de l'intelligence artificiel, qui produit des héroïnes standardisées comme des femmes blanches, jeunes, minces, majoritairement blondes, légèrement vêtues et sursexualisées.
En 2023, Instant Paradise, présente une rétrospective complète de son activité artistique, à la Stadtgalerie Villa Dessauer à Bamberg.

## Expositions
- 2003 : L'homme dans l'espace, Burghorn
- 2007 : l'âge du plastique, GalerieXprssns, Hambourg
- 2010 : Jardinage de survie, xBunker Sonderborg, Danemark
- 2010 : Anthropocène, Galerie Joachim Rong, Berlin
- 2011 : nettoyage de printemps, Bergmangårdarna på Fårö, Suède
- 2012 : Flowershooting, Galerie Dynamo Expo, Enschede, Pays-Bas
- 2012 : Flowershooting//surplomb des fruits, GrensWerte, région frontalière germano-néerlandaise
- 2012 : Instant Pets, Galerie des Westens/gadewe Bremen
- 2012 : fougère solstice, PAiN – Performance Art à Norr, Laponie, Suède
- 2013 : plastisphere, PAiN – Performance artistique à Norr, Laponie, Suède
- 2013 : Flowershooting II/City-Graz, Parc de sculptures autrichien, Graz
- 2013 : Larmes de sirène, SchauRaum Harburg
- 2014 : nettoyage de printemps II/Fårö Suède/Persona On-Screen Ground, Nicosie, Chypre
- 2014 : Plastisphere, Kunstraum 2025, Hambourg
- 2016 : Plastisphere, Goethe-Institut, Thessalonique, Grèce (Scheibe & Güntzel)
- 2017 : Caché par la surface, Villa de Bank, Enschede, Pays-Bas
- 2018 : Loops, Alte Steingießerei Plochingen
- 2018 : café à emporter, Goethe-Institut Paris
- 2018 : Solastalgia, Syker Vorwerk, Syke
- 2018 : Plastic Fallout, Bernheimer Contemporary, Berlin
- 2020 : Eurythène Plasticus, Château près de Husum
- 2020 : Plastisphère/Église, Lutherkirche Osnabrück
- 2021 : Ne peux-tu pas faire quelque chose de beau pour une fois ? , galerie Holltoff, Hambourg
- 2023 : Instant Paradise, Stadtgalerie Villa Dessauer, Bamberg

## Prix et distinctions
- 2015 : ars loci, prix artistique de la Fondation Neuhoff-Fricke pour la promotion des sciences et des arts[6]